# Circuit mixte
Cet article court présente un sujet plus développé dans : Montage en série et Parallèle (électricité).

Circuits en série, en parallèle ou mixtes. Un circuit mixte peut avoir une topologie série-parallèle ou parallèle-série (series-parallel).

Un circuit mixte est un circuit électrique comportant des parties en série et des parties en parallèle.